# Richard Gwyn
(Le ultime parole di Richard Gwyn)
Richard Gwyn (Llanidloes, 1537 circa – Wrexham, 15 ottobre 1584) è stato un insegnante gallese martirizzato sotto Elisabetta I. È venerato come santo della Chiesa cattolica ed è ricordato tra i santi quaranta martiri di Inghilterra e Galles.

## Biografia
Richard Gwyn nacque a Llanidloes, nel Galles orientale, una regione ancora a maggioranza cattolica. All'età di vent'anni si immatricolò all'Università di Oxford, ma non completò gli studi perché per laurearsi era necessario giurare sull'Atto di Supremazia. Successivamente si trasferì all'Università di Cambridge, dove visse al St John's College, diretto all'epoca dal professore cattolico George Bullock. Quando Elisabetta fu incoronata regina d'Inghilterra, nel 1558, Bullock rifiutò il giuramento di fedeltà e fu costretto a dimettersi. Non potendo più contare su quel sostegno economico, nel 1562 Gwyn lasciò l'università e ritornò in Galles. Insegnò ai bambini di Overtone, un villaggio poco distante da Wrexham (circa 90 km a nord della natia Llanidloes), continuando da autodidatta gli studi di teologia. Si sposò con una donna gallese di nome Catherine, da cui ebbe sei figli, tre dei quali gli sopravvissero.
Entrò a far parte della comunità cattolica locale. Vivendo in una piccola cittadina, fu notata la sua adesione all'antica fede. Per poter insegnare senza essere scoperto dovette fare lezione in un granaio. Continuò a manifestare pubblicamente la propria fede cattolica fino a quando fu arrestato, ma venne subito scarcerato per mancanza di prove. Quando il vescovo anglicano di Chester pretese dai fedeli della sua diocesi la fedeltà alla legge inglese, Gwyn si uniformò ai suoi dettami. Poco tempo dopo fu colto da grave malattia. Giurò che se si fosse salvato avrebbe abbandonato l'anglicanesimo. Ciò avvenne e Gwyn tornò alla vita di prima, rischiando ogni momento di essere arrestato.
Per non essere multato o, peggio, carcerato, Gwyn si trasferì con la famiglia ad Erbistock (10 km a sud di Wrexham) dove organizzò segretamente una scuola per i bambini delle famiglie cattoliche. Verso la fine del 1579 fu arrestato una seconda volta. Riuscì a fuggire di prigione nella notte; da allora visse in clandestinità. L'anno successivo, quando il Consiglio della Corona invitò i vescovi ad impegnarsi nell'arresto di tutti gli insegnanti cattolici, per evitare che influenzassero le nuove generazioni, Gwyn fu nuovamente arrestato. Passò i suoi ultimi quattro anni di vita (1580-1584) agli arresti, cambiando spesso di carcere. Durante questo periodo fu oggetto di continue richieste di abiurare la fede cattolica, cui Gwyn oppose una strenua resistenza. Fu multato di settanta sterline per aver rifiutato di assistere al rito anglicano. Non avendo nulla per pagare la multa, fu di nuovo messo in prigione, in condizioni ancora peggiori, in un altro carcere con due prigionieri cattolici. Gwyn era noto per il suo senso dell'umorismo, che esibì a più riprese durante i suoi processi e catture: quando fu costretto ad assistere a una messa anglicana in catene, continuò a muovere le gambe, sovrastando così la voce del predicatore con il rumore dei suoi ceppi metallici. Nel 1583 fu torturato perché rivelasse i nomi di altri cattolici. Nonostante le sofferenze patite, non fece alcun nome. Durante la prigionia scrisse parecchie poesie in lingua gallese, assai polemiche e dal tono alquanto amaro, per esortare i propri compatrioti a restare fedeli alla «madre Chiesa».
Il 9 ottobre 1584 Gwyn ed altri due cattolici furono processati a Wrexham per alto tradimento (l'accusa impiegata più spesso per i fedeli cattolici), in base a prove fornite da testimoni prezzolati. Tutti furono condannati a morte per impiccagione, sventramento e squartamento. La moglie di Gwyn fu presente in aula ed ebbe modo di dargli l'ultimo saluto. La sentenza fu eseguita il 15 ottobre successivo nel foro boario di Wrexham. Sul patibolo guardò il boia mentre gli stringeva il cappio e gli disse:
Il boia tentò di abbreviargli le sofferenze appendendogli alle gambe dei pesi di ferro mentre era impiccato sulla forca. Quando fu convinto che fosse spirato, lo tirò giù. Ma Gwyn aveva solo perso i sensi. Il martire riprese conoscenza durante lo sventramento e rimase cosciente fino alla decapitazione.

## Culto
Richard Gwyn fu beatificato da Pio XI il 15 dicembre 1929 e fu canonizzato da Paolo VI il 25 ottobre 1970 insieme ad altri 39 martiri inglesi e gallesi.
Gli sono intitolate la parrocchia che riunisce Chirk, Llangollen e Ruabon; le chiese di Our Lady and St Richard Gwyn a Llanidloes e di SS Pius X and Richard Gwyn a Bethesda; scuole superiori a Flint e Barry.